# Real Illusions: Reflections
„Real Illusions: Reflections“ е студиен албум на американския китарист Стив Вай, издаден през 2005 г. Това е първата част от концептуален албум в три части. Албумът разказва за град, посетен от изпратения от боговете Помпош и за създадената от него църква.
Трябва да се отбележи, че Вай използва за пръв път от доста време седемструнна китара (в „Under it All“). Това е и първият албум, в който Вай използва Ибанез JEM (в „Building the Church“ и „Dying for Your Love“).
Седмата песен, „Lotus Feet“, е номинирана за Грами в категорията „Най-добро инструментално рок изпълнение“. Песента е записана в Холандия през 2004 г.